# Kamień runiczny ze Stenkvisty

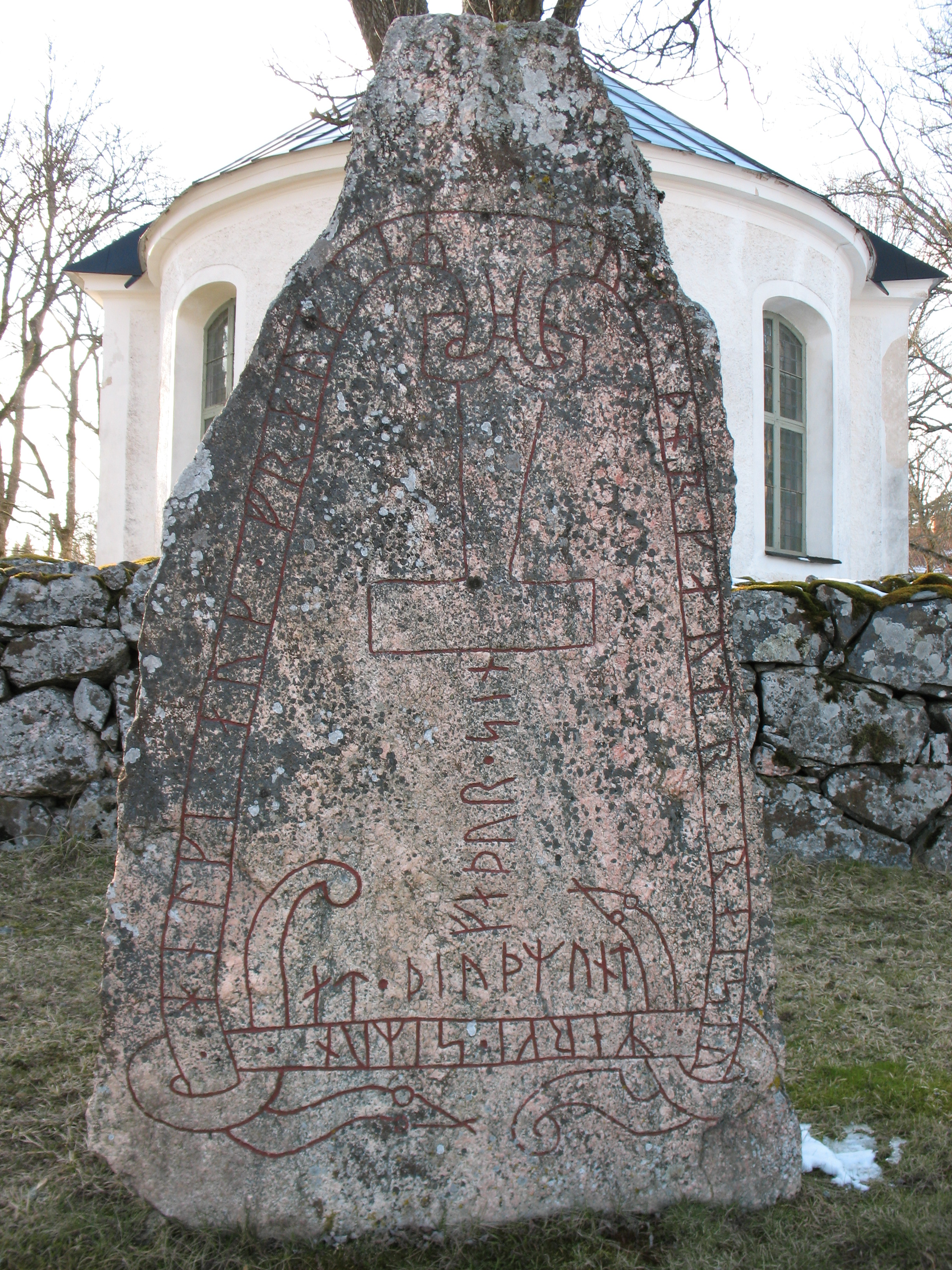
Kamień runiczny ze Stenkvista

Kamień runiczny ze Stenkvisty (Sö 111) – kamień runiczny pochodzący ze Stenkvista w szwedzkiej prowincji Södermanland.
Wykonany z czerwonego granitu kamień ma 2,20 m wysokości i 1,25 m szerokości. Został odkryty w 1794 roku, podczas rozbiórki starego kościoła w Stenkvista, wmurowany w posadzkę świątyni. Obecnie ustawiony jest przy drodze biegnącej koło kościoła i cmentarza. Na kamieniu wyryty jest młot Thora oraz inskrypcja runiczna o treści:
᛫ helki ᛫ auk ᛫ fraykaiR ᛫ auk ᛫ þorkautr ᛫ raistu ᛫ merki ᛫ siRun ᛫ at ᛫ þiuþmunt faþur ᛫ sin
co znaczy:
Helgi, Fröger i Thorgöt wznieśli ten pokryty runami zwycięstwa pomnik dla Thjuthmunda, swego ojca.
Kamień pochodzi z początku XI wieku, z okresu chrystianizacji Skandynawii. Zwolennicy dawnych wierzeń często wykorzystywali wówczas symbol młota Thora jako swego rodzaju przeciwwagę dla chrześcijańskiego krzyża.